# Abdomen agudo
El término abdomen agudo se define en medicina como cualquier afección aguda intraabdominal que necesita tratamiento urgente, generalmente mediante cirugía. Se considera una emergencia médica, se inicia de forma brusca con dolor abdominal localizado o difuso que tiene carácter progresivo y puede tener consecuencias potencialmente mortales. No es una enfermedad en sí misma, sino un síndrome que puede tener diferentes causas.
Las causas más frecuentes son procesos infecciosos o inflamatorios de órganos abdominales, obstrucción intestinal, traumatismos y neoplasias. Algunas de las enfermedades que pueden originar abdomen agudo son: apendicitis aguda, colecistitis aguda, perforación gástrica, pancreatitis aguda, obstrucción intestinal, isquemia intestinal, vólvulo intestinal y hernia inguinal o umbilical estrangulada.

## Nombre
El término abdomen agudo fue acuñado por John B. Deaver a finales del siglo XIX.

## Clasificación
El abdomen agudo puede clasificarse en cinco grupos dependiendo del origen:
- Peritoneal. Se debe a una inflamación del peritoneo (peritonitis) con mucha frecuencia provocado por la perforación de una víscera hueca. Por ejemplo apendicitis aguda perforada, colecistitis perforada, diverticulitis perforada y perforación gástrica.
- Obstructivo. Secundario a una obstrucción intestinal que puede ser de varios orígenes, por ejemplo la estrangulación de una hernia inguinal o existencia de un vólvulo intestinal.
- Vascular. La interrupción de la circulación sanguínea a algún órgano del abdomen puede provocar un fenómeno de isquemia que desencadena el abdomen agudo. El caso más típico es la isquemia mesentérica que se define como la interrupción del flujo sanguíneo mesentérico arterial o venoso. Si el flujo de sangre no se restaura se produce una necrosis intestinal. La isquemia mesentérica puede producirse por embolia o trombosis de la arteria mesenterica o por trombosis venosa de la vena mesentérica.[1]
- Traumático. Un traumatismo intenso puede causar hemorragia interna con afectación del peritoneo o rotura de órganos. La causa suelen ser impactos directos sobre el abdomen que sobrepasan su capacidad de resistencia y alteran sus funciones normales. Pueden lesionarse vasos importantes como la vena cava inferior, la aorta abdominal, la vena porta y la arteria mesentérica, los órganos más frecuentemente dañados que pueden llegar a desgarrarse o romperse son el bazo, el riñón y el hígado. Las consecuencias son una hemorragia interna y un proceso infeccioso que se disemina por el peritoneo causando peritonitis y en muchas ocasiones sepsis.
- Abdomen agudo mixto. Cuando intervienen varios factores de los señalados.

En ocasiones se diferencia entre abdomen agudo quirúrgico que precisa tratamiento mediante cirugía y abdomen agudo médico que no la precisa.

### Etiologías más frecuentes
Enumeración de las causas más frecuentes de abdomen agudo:
- Apendicitis aguda perforada.
- Úlcera péptica aguda o complicada con perforación.
- Enfermedad diverticular complicada.
- Isquemia intestinal aguda por trombosis mesentérica.
- Traumatismo abdominal complicado, incluyendo traumatismo renal y traumatismo de vejiga.
- Cáncer colorrectal complicado que causa obstrucción intestinal.
- Hernia inguinal estrangulada.
- Embarazo ectópico con rotura de la trompa de Falopio.
- Divertículo de Meckel inflamado que causa una diverticulitis de Meckel.
- Coledocolitiasis complicada con colecistitis.
- Torsión ovárica.

## Signos y síntomas

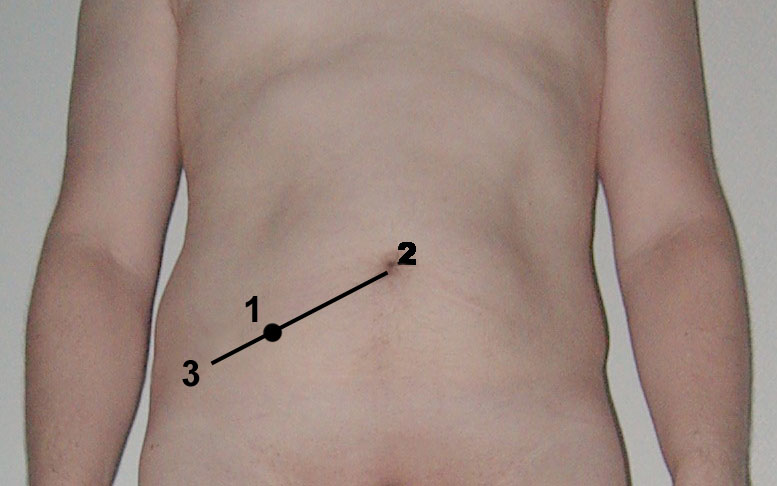
Punto de McBurney.

Enumeración de los principales signos que pueden indicar la existencia de abdomen agudo:
- Signo de Aaron: dolor en la región de epigastrio o la precordial, al presionar el punto de McBurney.
- Signo de Bassler: dolor agudo al presionar el apéndice contra el músculo ilíaco.
- Signo de Bastedo: dolor en la fosa ilíaca derecha al insuflar el colon con aire.
- Signo de Blumberg (de Owen): dolor al descomprimir bruscamente cualquier región del abdomen, indicando irritación peritoneal[9]
- Signo de Lapinsky (de Jaborski, de Meltzer, del psoas): dolor al comprimir el punto de McBurney con la pierna derecha extendida y elevada. También se conoce como el dolor en la fosa ilíaca derecha al extender esa pierna con el paciente acostado sobre el lado izquierdo.
- Signo de Lockwood: borborigmos repetidos en la fosa ilíaca derecha comprimida durante más de 4 minutos.[10]
- Signo de Lennander (de Madelung): temperatura rectal elevada 0,50 °C o más, con respecto a la axilar.
- Signo de Macchiavello: dolor a la palpación en cuadrante inferior derecho con paciente en decúbito lateral izquierdo en embarazadas desde el segundo trimestre con apendicitis aguda (desplaza útero a la izquierda y expone estructuras viscerales).[11][12]
- Signo de Meltzer: dolor al presionar el punto de McBurney con la pierna derecha extendida y elevada.
- Signo de McBurney: presión dolorosa sobre el punto McBurney. Se sitúa a 4 cm del ombligo en una línea que va de éste a la espina ilíaca anterosuperior.
- Signo de Mortola (de Dieulafoy, de hiperalgesia cutánea o reflejo peritoneo-cutáneo de Morley): aumento de la sensibilidad dolorosa al pellizcar la piel o pasar el bisel de una aguja por la zona triangular delimitada desde el ombligo a la espina ilíaca antero-superior derecha y de allí al pubis (triángulo de Livingston).
- Signo del psoas: sensibilidad al presionar el músculo psoas derecho.